# Vầng hào quang

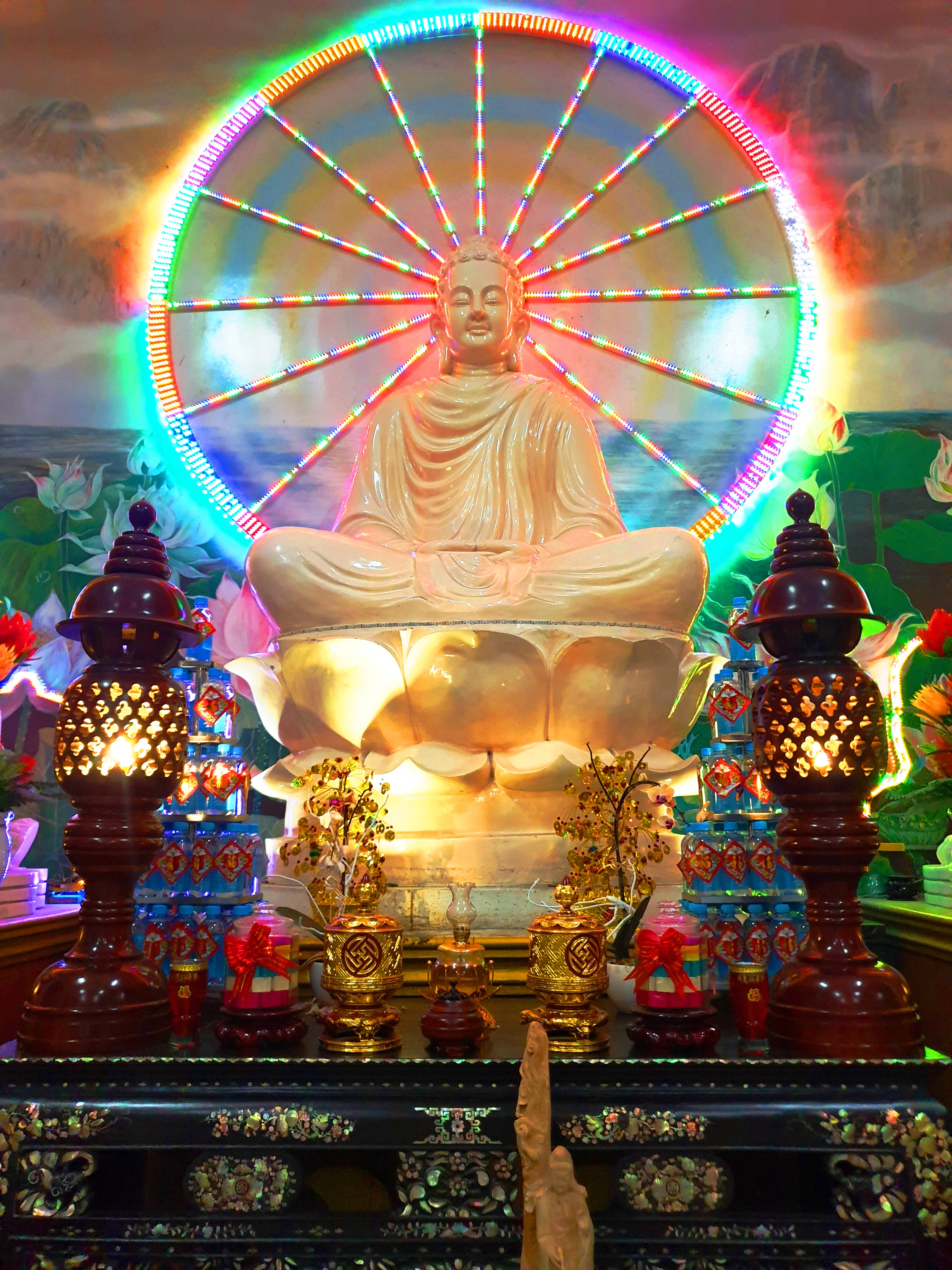
Tượng Phật với vầng hào quang ngũ sắc còn gọi là Phật Quang

Vầng hào quang (từ tiếng Hy Lạp là ἅλως, halōs; còn được gọi là Nimbus, Aureole, vầng vinh quang) là hình dạng vương miện với các tia sáng tỏa ra, vòng tròn ánh sáng hoặc đĩa ánh sáng bao quanh đầu của một người trong những miêu tả nghệ thuật thị giác. Dạng thức này đã được sử dụng trong biểu tượng của nhiều tôn giáo để chỉ các nhân vật thánh linh hoặc thiêng liêng, và ở nhiều thời kỳ khác nhau cũng được sử dụng trong hình ảnh của những người trị vì anh minh hoặc đấng anh hùng. Ở Phật giáo, những vầng sáng này được gọi là Phật Quang hay Huệ Quang.

## Tổng quan
Trong nghệ thuật tôn giáo của Hy Lạp cổ đại, La Mã cổ đại, Cơ đốc giáo, Ấn Độ giáo, Phật giáo và Hồi giáo, trong số các tôn giáo khác, những nhân vật thánh linh được mô tả bằng vầng hào quang dưới dạng vầng sáng tròn, hoặc ngọn lửa trong nghệ thuật châu Á, xung quanh đầu hoặc xung quanh toàn bộ cơ thể mà thường được gọi là Mandorla. Vầng hào quang có thể được nhìn thấy dưới dạng hầu hết các màu hoặc sự kết hợp của các màu, nhưng thường được mô tả dưới dạng vàng, vàng hoặc trắng khi đại diện cho ánh sáng hoặc đỏ khi đại diện cho ngọn lửa, đặc biệt là trong nghệ thuật Phật giáo.
Trong văn học tôn giáo của người Sumer thường nói đến Melam (tiếng Akkad được gọi là melammu) chỉ về một "vẻ đẹp rực rỡ, có thể nhìn thấy được toát ra từ các vị thần, anh hùng, đôi khi bởi các vị vua, và cả những ngôi đền linh thiêng, biểu tượng và biểu trưng của các vị thần thánh. Nhà văn người Hy Lạp là Homer thì mô tả một thứ ánh sáng tự nhiên bao quanh đầu của những anh hùng trong trận chiến Ở Ấn Độ, việc sử dụng vầng hào quang có thể có từ nửa sau của thiên niên kỷ thứ hai trước Công nguyên. Hai nhân vật được đính trên mảnh vỡ bình gốm từ giai đoạn Malwa của Daimabad (1600–1400 trước Công nguyên) đã được hiểu là một nhân vật thần thánh giống như thần Shiva của Ấn Độ giáo sau này và một người hầu cận, cả hai đều có quầng sáng bao quanh đầu Ngọn lửa thánh đã được sử dụng rộng rãi trong nghệ thuật Ấn Độ, đặc biệt là trong nghệ thuật biểu tượng Phật giáo khi đã xuất hiện ít nhất là từ thế kỷ 1 sau Công nguyên.

## Tham khảo

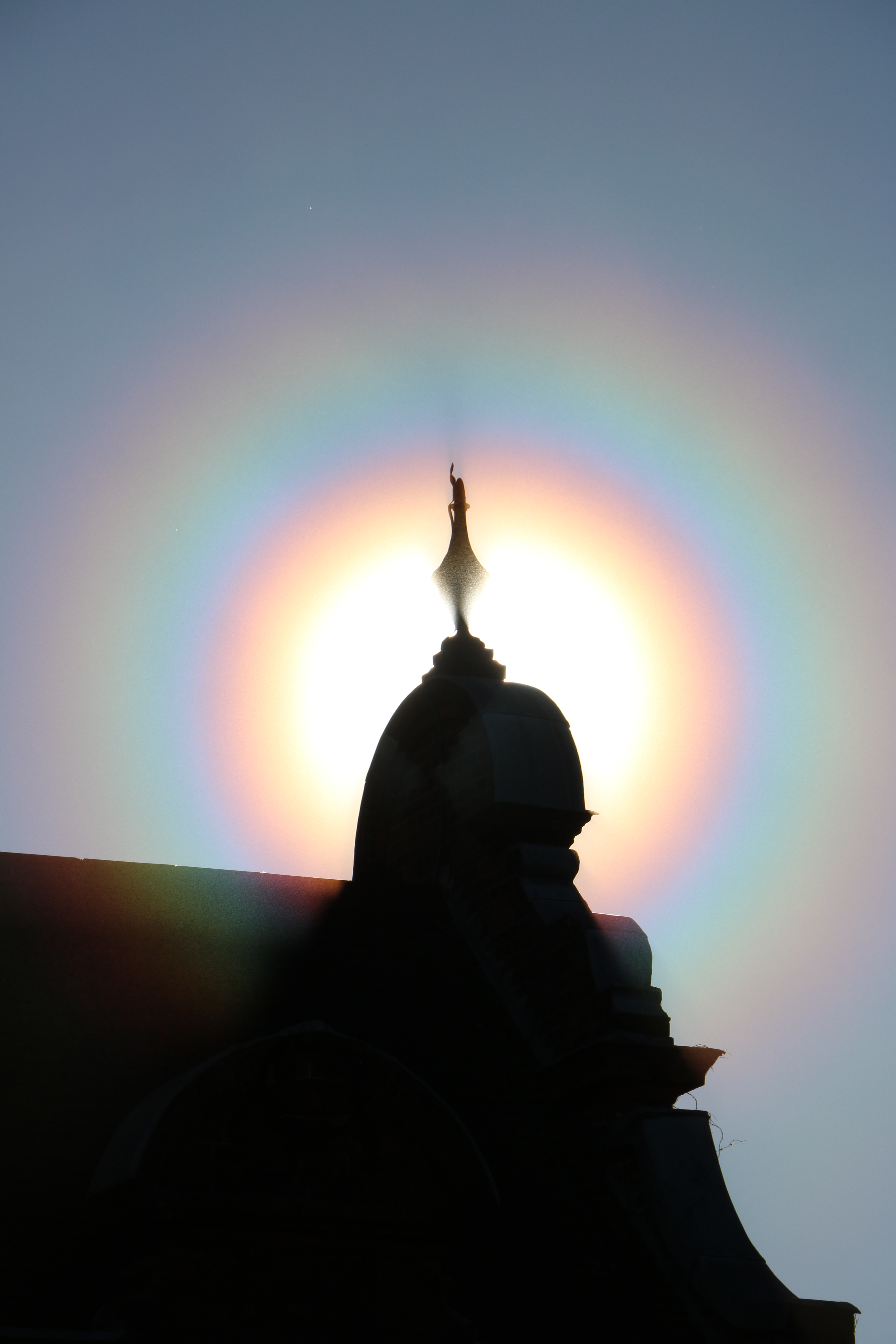
Vầng hào quang trên một ngọn tháp